# Богоявленский братский монастырь (Пинск)
Богоявленский братский монастырь — недействующий православный мужской монастырь в Пинске.

## История
Впервые монастырь в Пинске был основан не позднее 1596 года года дворянкой православного вероисповедания, женой слонимского судьи Раисой Макаровной Гарабурдиной для противодействия грекокатолическому миссионерству. Просуществовавший до 1618 года монастырь был закрыт, однако восстановлен вновь в 1633 году при Пинском Богоявленском братстве.
В 1722 году монастырь стал униатским, однако в 1796 году был снова принят в ведение православного духовенства. В 1799 году в обитель были переведены иноки Петропавловского монастыря 1-го класса в Минске, однако в этом же году он сильно пострадал от пожара и был закрыт.
После пожара монастырь был вновь восстановлен 29 мая (10 июня по новому стилю) 1800 года, переместившись из здания иезуитского коллегиума. В 1848 году в монастыре было открыто духовное училище, переведённое из Ляденского скита.
К началу XX века обитель по штатам принадлежала ко 2-му классу монастырей и находился под архимандричьим управлением.

## Строения монастыря
Созданный в конце XVI века монастырь до 1614 года обладал единственной церковью.
После перехода в православие и переселения в бывшее здание коллегии иезуитов при монастыре находился храм Рождества Пресвятой Богородицы, построенный в 1633 году. По некоторым данным, изначально храм был костёлом, сооружённым на частные средства князя Альбрехта Радзивилла. В этом храме находились останки православного священника Андрея, обнаруженные в XVII веке.

## Насельники
В 1863 году в монастыре жили 22 человека: настоятель, казначей, кандидат, 7 овдовевших священников, 3 иеродиакона и 9 послушников.

## Настоятели
- Митрофан, архимандрит — до 13.12.1876
- Агафон, архимандрит — с 13.12.1876
- Вениамин, архиамандрит - с 3.08.1879
- Иннокентий, архимандрит - с 15.08.1890
- Архимандрит Антоний (Марценко) (март 1919—1920)